# Knud Aage Buchtrup Sand
Knud Aage Buchtrup Sand, född 9 februari 1887 i Randers, död 30 januari 1968, var en dansk läkare.
Sand blev candidatus medicinæ 1911, fick grundlig och mångsidig utbildning på laboratorier och kliniker, blev 1920 reservkirurg vid Kommunehospitalet i Köpenhamn och var 1925-1957 professor i rättsmedicin vid Köpenhamns universitet. Han var ordförande i Retslægerådet 1929-59. Han invaldes som utländsk ledamot av svenska Vetenskapsakademien 1940.
Hans vetenskapliga specialitet var studier över könskörtlarnas avsöndringar och dessas inflytande på organismens könsutveckling och könskaraktär. Han disputerade 1918 med det grundläggande verket Eksperimentelle studier över könskarakterer hos pattedyr, och fortsatte dels ensam, dels i samarbete med franska läkare sina epokgörande experiment över de sexuella funktionernas betydelse för regeneration.